# Cleistimum venatum
Cleistimum venatum är en skalbaggsart som beskrevs av Thomson 1878. Cleistimum venatum ingår i släktet Cleistimum och familjen långhorningar. Inga underarter finns listade i Catalogue of Life.